# Danio roseus
Danio roseus är en fiskart som beskrevs av Fang och Maurice Kottelat 2000. Danio roseus ingår i släktet Danio och familjen karpfiskar. Internationella naturvårdsunionen kategoriserar arten globalt som livskraftig. Inga underarter finns listade i Catalogue of Life.
Denna karpfisk förekommer i Myanmar och Thailand i regioner som ligger 180 till 800 meter över havet. Den lever i mindre vattendrag samt i vikar av större floder.
Danio roseus är en vanlig akvariefisk och den avlas för detta syfte.